# Heterotropus kiritshenkoi
Heterotropus kiritshenkoi är en tvåvingeart som beskrevs av Zaitzev 1972. Heterotropus kiritshenkoi ingår i släktet Heterotropus och familjen svävflugor.
Artens utbredningsområde är Mongoliet. Inga underarter finns listade i Catalogue of Life.